# Pertsa och Kilu
Pertsa och Kilu (finska: Pertsa ja Kilu) är en finsk barn- och äventyrsfilm från 2021 med regi och manus av Taavi Vartia.

## Handling
De bästa vännerna Pertsa och Kilu bor i närheten av Kotka. En dag räddar pojkarna Suokko och hans flickvän Liisa från en sjöolycka, men de vet inte att Suokko precis har rånat en bank. Ett spännande race börjar när pojkarna och deras vänner letar efter en sänkt yacht, en rånare efter sitt byte och polisen efter rånaren.

## Rollista
- Olavi Kiiski — Pertsa
- Oskari Mustikkaniemi — Kilu
- Sara Vänskä — Pirkko
- Elias Westerberg — Suokko
- Mimosa Willamo — Liisa
- Hannes Suominen — detektiv Paavola
- Anu Sinisalo — Pertsas mamma
- Turkka Mastomäki — Pertsas pappa
- Elsa Saisio — Kilus mamma
- Ville Myllyrinne — Kilus pappa
- Joonas Vartia — Diileri-Jere
- Veeti Kallio — Ritavuori
- Minna Lindberg — Ritavuoris fru
- Robin Haapasalo — Iikka, kanaané
- Totti Puro — Väinö, kanaané
- Jesse Tokola — Topi, kanaané
- Ellen Hölttä — Vappu, kanaané
- Hilma Huovinen — Kerttu, kanaané
- Veera Kemppi — Pertsas syster
- Aarne Lehtimäki — Pertsas bror
- Joona Mielonen — sjukvårdare
- Ville Turtiainen — sjukvårdare
- Tuomas Guseff — Repa